# A. P. Lutali

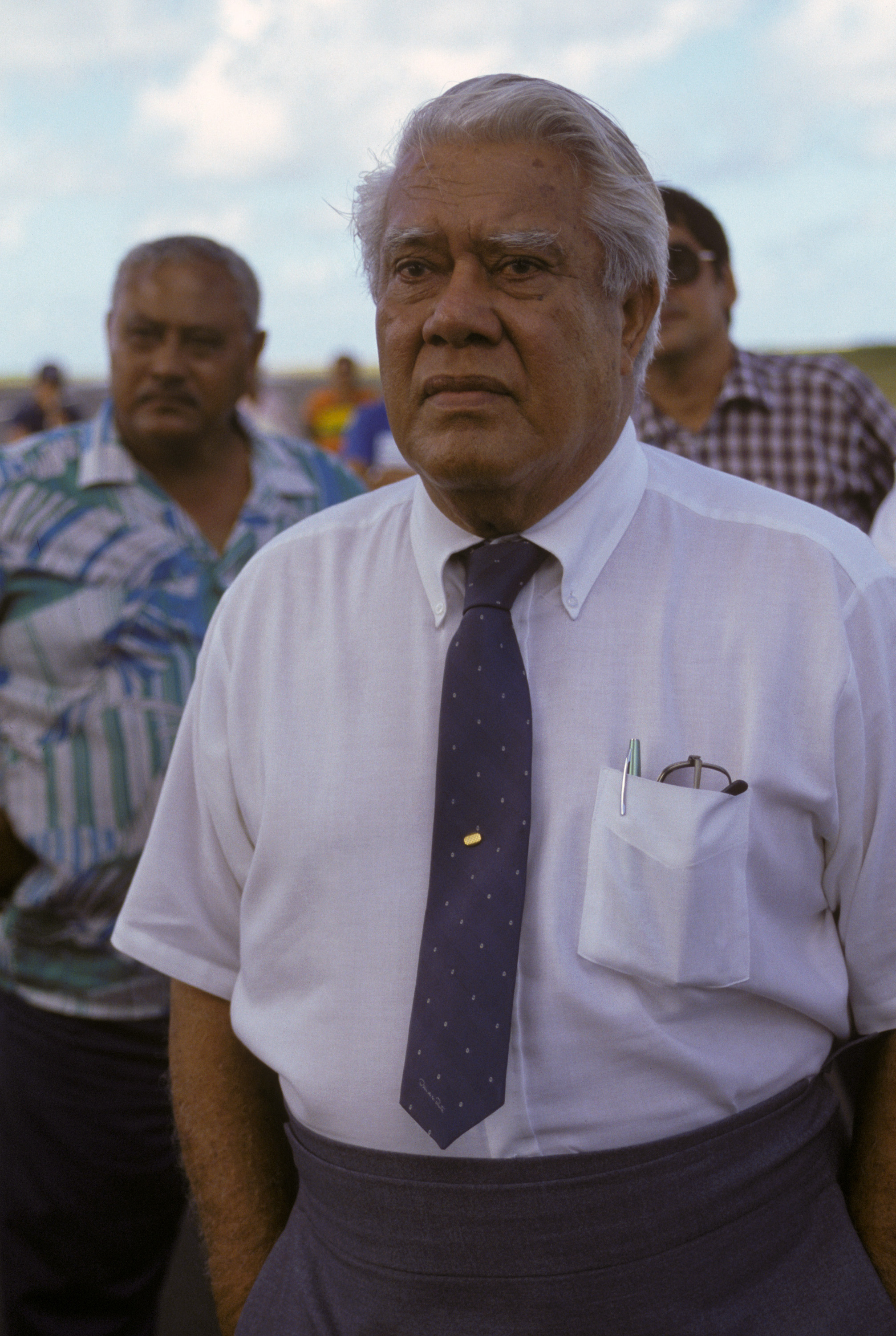
A. P. Lutali, 1986

Lutali Aifili Paulo Lauvao, bekannt auch unter dem Namen A. P. Lutali (* 24. Dezember 1919 auf Aunuʻu, Amerikanisch-Samoa; † 1. August 2002 in Pago Pago), war ein US-amerikanischer Politiker. Zwischen 1985 und 1989 sowie nochmals von 1993 bis 1997 war er Gouverneur von Amerikanisch-Samoa.

## Werdegang
Aifili Paulo Lauvao studierte Jura und war in seiner Heimat als Rechtsanwalt tätig. Er arbeitete auch lange Zeit im Bildungsbereich seines Territoriums. Zwischen 1951 und 1954 leitete er die Verwaltung der öffentlichen Schulen. Von 1952 bis 1954 war er Vorsitzender des Samoan Culture Curriculum Committee. Danach saß er bis 1958 im dortigen Bildungsausschuss. Er war auch Vorsitzender des  American Samoa Board of Higher Education, das die Gründung des American Samoa Community College in Mapusaga auf Tutuila in die Wege leitete. Im Jahr 1972 gehörte Lutali zu den Gründern der Anwaltskammer in seiner Heimat. Zwischenzeitlich war er Richter bei der Lands and Title Division.
Politisch schloss sich Lutali der Demokratischen Partei an. Er gründete deren Tochterpartei in Amerikanisch-Samoa. Zwischen 1955 und 1958 war er Abgeordneter und Präsident im dortigen Repräsentantenhaus. Im Jahr 1966 war er Delegierter auf einem Verfassungskonvent seines Territoriums. Von 1975 bis 1977 vertrat er seine Heimat als inoffizieller Delegierter in der Bundeshauptstadt Washington, D.C. Im Jahr 1977 wurde er Mitglied und Präsident des Senats von Amerikanisch-Samoa.
Im Jahr 1984 wurde Lutali als Nachfolger von Peter Tali Coleman zum neuen Gouverneur des Außengebietes gewählt. Dieses Amt übte er zwischen dem 3. Januar 1985 und dem 2. Januar 1989 aus. 1988 unterlag er seinem Vorgänger Coleman. Danach wurde er wieder Senator. Im Jahr 1992 wurde er erneut zum Gouverneur seiner Heimat gewählt. Am 3. Januar 1993 löste er Peter Coleman wieder ab und absolvierte bis zum 3. Januar 1997 eine weitere Amtszeit. 1996 wurde er nicht wiedergewählt. Als Gouverneur setzte er sich für die Gründung des 50. amerikanischen Nationalparks in seiner Heimat ein. A. P. Lutali starb am 1. August 2002 in Pago Pago.